# Färöischer Fußballpokal 2024
Der Färöische Fußballpokal 2024, auch bekannt als Løgmanssteypið 2024, fand zwischen dem 24. April und 2. November 2024 statt und wurde zum 70. Mal ausgespielt. Im Endspiel, welches im Tórsvøllur-Stadion in Tórshavn auf Kunstrasen ausgetragen wurde, siegte Titelverteidiger HB Tórshavn im Elfmeterschießen gegen B36 Tórshavn und nimmt dadurch an der 2. Qualifikationsrunde zur UEFA Conference League 2025/26 teil.
HB Tórshavn und B36 Tórshavn belegten in der Meisterschaft die Plätze drei und fünf. Für HB Tórshavn war es der 30. Sieg bei der 43. Finalteilnahme, für B36 Tórshavn die zwölfte Niederlage bei der 19. Finalteilnahme.

## Teilnehmer
Teilnahmeberechtigt waren alle 17 A-Mannschaften der vier färöischen Ligen. Im Einzelnen sind dies:
| Betrideildin | 1. Deild                                                       |
| --- | -------------------------------------------------------------- |
| 1207 Vestur 12B36 Tórshavn 12B68 Toftir 12EB/Streymur 12HB Tórshavn 12ÍF Fuglafjørður 12KÍ Klaksvík 12NSÍ Runavík 12Skála ÍF 12Víkingur Gøta | 12AB Argir 12B71 Sandur 12FC Hoyvík 12FC Suðuroy 12TB Tvøroyri |

Die beiden Drittligisten MB Miðvágur und Royn Hvalba verzichteten auf eine Teilnahme.

## Modus
Alle Runden werden im K.-o.-System ausgetragen.

## 1. Runde
Die Partien der 1. Runde fanden am 24. und 25. April statt. NSÍ Runavík erhielt ein Freilos.
|              | Ergebnis                        |                 |
| ------------ | ------------------------------- | --------------- |
| B36 Tórshavn | 3:1 (1:0)                       | Skála ÍF        |
| B68 Toftir   | 1:0 (1:0)                       | ÍF Fuglafjørður |
| B71 Sandur   | 1:1 n. V. (0:0, 0:0), 5:6 i. E. | AB Argir        |
| EB/Streymur  | 5:0 (2:0)                       | 07 Vestur       |
| FC Hoyvík    | 1:3 (1:1)                       | Víkingur Gøta   |
| FC Suðuroy   | 0:2 (0:1)                       | TB Tvøroyri     |
| KÍ Klaksvík  | 2:3 (0:2)                       | HB Tórshavn     |

## Viertelfinale
Die Viertelfinalpartien fanden am 8. und 9. Mai statt.
|               | Ergebnis                        |             |
| ------------- | ------------------------------- | ----------- |
| Víkingur Gøta | 3:0 n. V. (0:0, 0:0)            | AB Argir    |
| EB/Streymur   | 1:3 n. V. (1:1, 1:0)            | HB Tórshavn |
| B36 Tórshavn  | 3:2 n. V. (2:2, 2:0)            | NSÍ Runavík |
| TB Tvøroyri   | 1:1 n. V. (1:1, 0:0), 5:4 i. E. | B68 Toftir  |

## Halbfinale
Die Hinspiele im Halbfinale fanden am 29. Mai statt, die Rückspiele am 19. Juni beziehungsweise 23. August.
|             | Gesamt |               | Hinspiel  | Rückspiel |
| ----------- | ------ | ------------- | --------- | --------- |
| TB Tvøroyri | 1:3    | B36 Tórshavn  | 1:0 (0:0) | 0:3 (0:1) |
| HB Tórshavn | 5:3    | Víkingur Gøta | 1:0 (1:0) | 4:3 (2:1) |

## Finale
| Paarung        | B36 Tórshavn – HB Tórshavn |
| Ergebnis       | 2:2 n. V. (2:2, 1:1), 3:4 i. E. |
| Datum          | 2. November 2024 |
| Stadion        | Tórsvøllur, Tórshavn |
| Zuschauer      | 4100 |
| Schiedsrichter | Rúni Gaarbo (Toftir) |
| Tore           | 0:1 Sammy Skytte (2.) 1:1 Jann Benjaminsen (13.) 2:1 Hannes Agnarsson (56.) 2:2 Ári Jónsson (84.) Elfmeterschießen: 1:0 Jann Benjaminsen 1:1 Viljormur Davidsen 2:1 Andrass Johansen Leivur Guttesen Simun Sólheim 2:2 Mikkel Dahl Jelle van der Heyden 2:3 Noah Mneney 3:3 Thomas Lillo 3:4 Ári Jónnson                                                    |
| B36 Tórshavn   | Silas Eyðsteinsson – Thomas Lillo, Fabian Ness, Jelle van der Heyden, Hannes Agnarsson (90. Símun Sólheim), Magnus Egilsson (74. Mattias Joensen), Jann Benjaminsen , Mattias Hellisdal (96. Gutti Dahl-Olsen) – Anton Søjberg (78. Bjarki Nielsen), Marius Kryger Lindh (78. Andrass Johansen), Zean Dalügge (98. Tobias Hansen) Cheftrainer: Magne Hoseth |
| HB Tórshavn    | Teitur Gestsson – Viljormur Davidsen, Noah Mneney, Bartal Wardum, Mathias Voss, Samuel Chukwudi (64. Ári Jónsson), Sammy Skytte, Ejvind Mouritsen (64. Ási Dam) – Áki Samuelsen (104. Emmanuel Duah), Mohamed Samba (75. Leivur Guttesen), Jákup Thomsen (78. Mikkel Dahl) Cheftrainer: Adolfo Sormani                                                      |
| Gelbe Karten   | Anton Søjberg – Áki Samuelsen, Viljormur Davidsen, Ári Jónnson |

## Torschützenliste
Bei gleicher Anzahl von Treffern sind die Spieler nach dem Nachnamen alphabetisch geordnet.
| Platz | Spieler             | Verein        | Tore |
| ----- | ------------------- | ------------- | ---- |
| 1     | Zean Dalügge        | B36 Tórshavn  | 04   |
| 2     | Mikkel Dahl         | HB Tórshavn   | 03   |
| 2     | Marius Kryger Lindh | B36 Tórshavn  | 03   |
| 2     | Hanus Sørensen      | HB Tórshavn   | 03   |
| 2     | Sølvi Vatnhamar     | Víkingur Gøta | 03   |
| 6     | Rani Hansen         | Víkingur Gøta | 02   |
| 6     | Nikolei Johannesen  | TB Tvøroyri   | 02   |
| 6     | Jákup Johansen      | Víkingur Gøta | 02   |
| 6     | Jakob Johansson     | HB Tórshavn   | 02   |
| 6     | Klæmint Olsen       | NSÍ Runavík   | 02   |